# Rögle säteri

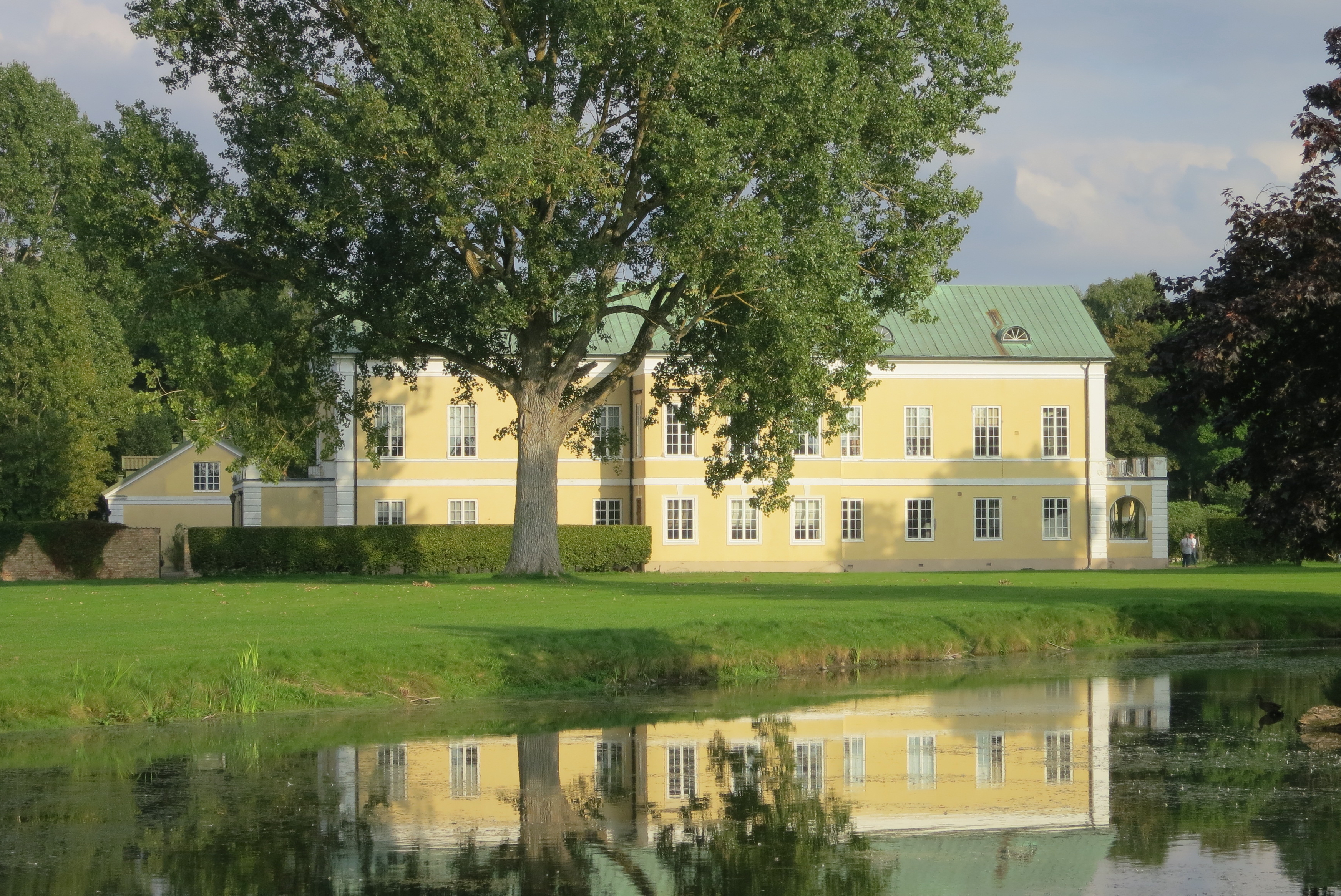
Rögle herrgård

Rögle herrgård är en herrgård i Välinge socken norra delen av Helsingborgs kommun i Skåne, cirka en mil sydväst om Ängelholm.

## Historia
Gården var historiskt sett en del av Spannarp och omnämns för första gången år 1433, då Peder Lauridsen Giedde skrev sig till Rögla. Under 1500-talet var gården utformad som en tidstypisk skånsk sätesgård, med byggnaderna stående på en rektangulär holme, omgivna av en vallgrav. Gården var i släkten Gieddes ägo fram till 1538, då den genom giftermålet mellan Sidsel Knudsdatter Giedde och Jacob Silvertsen Grubbe, övergick i släkten Grubbes ägo. Parets sonson, Jacob Knudsen Grubbe blev Rögles siste danske ägare och sålde 1663 gården till generalguvernören över Skåne, Halland och Blekinge, greve Gustav Otto Stenbock. Utöver detta köpte Stenbock även Vegeholms slott och senare även Stubbarp. Rögle hade under 1600-talet kommit att ingå i ett större godskomplex, där man tillsammans med Stubbarp lydde under Vegeholm. På 1680-talet köptes Vegeholm och Rögle upp av lagmannen Johan Cedercrantz och Rögle kom att utnyttjas som en utgård till huvudgodset Vegeholm. Dock friköptes godset år 1724 och blev därmed ett självständigt säteri. År 1739 ägdes godset av sonen Isaac Cedercrantz, som även köpte upp Spannarp. Han lät 1750 genomföra en ombyggnad av Rögle, med ritningar av Georg Mochelton, vilket gav mangårdsbyggnaderna en ny utformning. Han anlade även ett tegelbruk i anknytning till godset. Gården var sedan i släkten Cedercrantz ägo under hela 1700-talet fram till dess att släkten slocknade ut år 1805. 
De sista medlemmarna av ätten Cedercrantz hade dock tagit sig en fosterdotter, Gunilla Lindros, som år 1816 köpte upp Rögle. Under hennes tid utfördes flera arbeten på gården, bland annat i form av en utbyggnad av trädgården och uppförandet av en ny, stor magasinbyggnad. År 1830 köptes gården upp av ägaren av Marsvinsholms slott, översten och greven Carl Johan Wachtmeister, som genom en ombyggnad gav mangårdsbyggnaderna dess nuvarande utseende. Han startade även ett av Skånes första mejerier på egendomen. Efter Carl Johan Wachtmeisters död 1843, övertogs gården av sönerna Gustaf och Gotthard. År 1855 köpte Gotthard Wachtmeister ut sin bror och blev ensam ägare av gården. Den äldre ladugården i korsvirke ödelades år 1858 av en kraftig eldsvåda, och ersattes av Gotthard av två enorma, 120 meter långa, ladugårdslängor i gråsten. Dessa var på sin tid de största i Skåne.
En ny expansiv tid i godsets historia skedde i och med att det år 1870 köptes upp av den framgångsrike spannmålshandlaren, konsul Petter Olsson från Helsingborg. Olsson hade under 1850- och 1860-talen byggt upp sin förmögenhet genom spannmålsexport till bland annat Storbritannien. Särskilt köpte han den högt efterfrågade så kallade "herrgårdssäden" från de skånska adelsgodsen och genom köpet av Rögle säteri kunde han själv kontrollera tillförseln. Han fortsatte köpa upp gårdar i omgivningen, vilka han genom sin kapitalstyrka kunde bygga ut och modernisera. När billigare amerikanskt vete ökade i konkurrens övergick han till att satsa på sockerbetor och när mejeriprodukter blev allt mer lönsamt satsade han på boskap, som han fyllde en av de enorma ladugårdarna med. Olsson ökade även tegelbrukets kapacitet för att möta den stora efterfrågan på byggnadsmaterial som uppkommit i främst det mycket expansiva Helsingborg. Det gula teglet blev i staden känt som "Olsasten".
Olsson var även mycket pådrivande i kommunikationsfrågor och var upphovsmannen till, och största aktieägaren i, Skåne-Hallands Järnväg mellan Helsingborg och Halmstad. Vid utbyggnaden lät han järnvägen löpa förbi Rögle, som vid denna tid var den tredje största stationen på sträckan, räknat i godstransporter. Helsingborg handhöll 67 000 ton gods, Halmstad 25 000 ton och Rögle 21 000 ton. Godset ombildades 1896 till ett familjebolag som först bar namnet Rögle Tegelbruks AB och senare bytte till AB Rögle Säteri. När Olsson dog år 1911, övertogs bolaget av sonen Gabriel. Numera ägs godset av familjen von Geijer.